# Leptogenys fugax
Leptogenys fugax é uma espécie de formiga do gênero Leptogenys, pertencente à subfamília Ponerinae.